# Archil Arveladze
Archil Arveladze (geo. არჩილ არველაძე; Tbilisi, 22 febbraio 1973) è un ex calciatore georgiano, di ruolo attaccante.

## Biografia
È fratello gemello di Shota Arveladze, allenatore ed anch'egli ex calciatore.

## Carriera
Ha giocato nei campionati georgiano, turco, olandese e tedesco. Ha disputato 32 partite nella nazionale maggiore della Georgia.

## Palmarès

### Club

#### Competizioni nazionali
- Campionato georgiano:

Dinamo Tbilisi: 1991-1992, 1992-1993
- Coppa di Georgia: 4

Dinamo Tbilisi: 1991-1992, 1992-1993, 2003-2004
Lok’omot’ivi Tbilisi: 2004-2005
- Coppa di Turchia: 1

Trabzonspor: 1994-1995
- Supercoppa di Turchia: 1

Trabzonspor: 1995